# Raoul Hamilton
Raoul Gustaf Hamilton (i riksdagen kallad Hamilton i Ovesholm), född 17 oktober 1855 i Paris, död 10 januari 1931 på Ovesholm, var en svensk greve i ätten Hamilton, godsägare och politiker (frisinnad), partiledare för Frisinnade landsföreningen 1919–1923.

## Biografi
Raoul Hamilton var äldste son till kornetten vid Livgardet till häst, greve Axel Hugo Raoul Hamilton, och Anna Maria, född Russel-Cruise på Irland. Han tillhörde yngre grenen av den grevliga ätten Hamilton.
Raoul Hamilton var från 1875 innehavare av godsen Ovesholm i Träne socken och Araslöv i Färlövs socken samt ett antal andra egendomar. Hans äldre syster Alexandrine fick efter fadern ärva Kronovall i Fågeltofta socken utanför Tomelilla. Han var styrelseordförande i ett antal bolag i trakten, bland annat Hörby-Tollarps Järnvägs AB 1887, Gärds Härads Järnvägs AB 1895–1898, Hästveda-Karpalunds Järnvägs AB 1887–1898, Östra Skånes Järnvägs AB 1905–1911 Karpalunds sockerfabrik 1893–1901, Kristianstads enskilda bank 1888–1901 och Skånska hypoteksföreningen 1901–1909.
Han hade vidare ett stort antal förtroendeuppdrag, bland annat som ordförande i Kristianstads läns hushållningssällskap 1905, Önnestads folkhögskola 1916–1931, Kristianstads läns skogsvårdsstyrelse 1904–1922 och landstingsfullmäktiges ordförande 1908–1922. Han var ledamot av lantbruksakademien från 1905.

### Riksdagsman
Hamilton var riksdagsledamot från 1892 till sin död 1931. Från lagtima riksmötet 1892 till 1908 satt han i första kammaren för Kristianstads läns valkrets, och därefter satt han i andra kammaren från 1909: åren 1909–1911 för Gärds och Albo domsagas valkrets, 1912–1921 för Kristianstads läns sydöstra valkrets och från 1922 för Kristianstads läns valkrets. Vid 1892 års riksdag tillhörde han Första kammarens protektionistiska parti, men han betecknade sig därefter som partilös 1893–1907 och som vänstervilde vid riksdagen 1908. Därefter anslöt han sig till Frisinnade landsföreningen och dess riksdagsparti Liberala samlingspartiet, efter partisplittringen ersatt av Frisinnade folkpartiet från 1924.
I riksdagen var Raoul Hamilton bland annat ordförande i första särskilda utskottet 1912 samt vid urtima riksmötet 1919; han var också jordbruksutskottets ordförande vid de lagtima riksmötena 1916–1923. Han var andra kammarens vice talman 1918–1921 samt förste vice talman 1921–1923 och 1925–1931. År 1918–1920 var han ordförande i Liberala samlingspartiets andrakammargrupp och 1924-1927 motsvarande för Frisinnade folkpartiet. I riksdagen engagerade han sig i ett stort antal frågor, bland annat skattepolitik, försvarsfrågor och arbetstidslagstiftningen.

## Familj
Hamilton gifte sig 4 oktober 1877 på Börringe kloster med friherrinnan Louise Beck-Friis, född 1856. Hon var dotter till riksdagsmannen Corfitz Beck-Friis. De fick tillsammans fem döttrar och sex söner. Gårdarnas ägare avser förhållandena på 1930-talet efter Raoul Hamiltons död 1931.
- Anna Christina, född 1878. Gift 1901 med ryttmästaren, friherre Wolmer Wrangel von Brehmer. Hon fick efter faderns död äganderätten till Araslöv i Färlövs socken.
- Raoul, 1880–1916, farfar till Ovesholms nuvarande ägare. Gift 1904 med tyska riksgrevinnan Johanna Franzisca von Schmettow. Hon fick tillsammans med barnen gården Strö.
- Ove, född 1882, död ogift 1915. Han fick tidigt äganderätten till Wrangelsberg, men efter hans död tillföll gården 1919 hans syster Maria.
- Alexandra Birgitta (Bride), född 1885, död ogift 1906.
- Louise Christina, född 1887. Ägare till Kristineberg. Gift 1918 med greve Joseph Holstein-Ledreborg, innehavare av grevskapet Ledreborg i Danmark.
- Alexandra Maria (Adine), född 1888, ägare till Ovesholm och Gustavsfält.
- Maria Louise, född 1890. Gift 1917 med Raoul David Kennedy. Hon blev ägare till Ulriksdal, Wrangelsdal och Wrangelsberg.
- Gustaf, född 1891
- Axel, född 1893
- Ebbe Hamilton, född 1895. Gift 1921 med sin systers svägerska Ebba Margareta Kennedy från Råbelöv, ägare till Skottlandshus.
- Reinhold, född 1900, ägare till Rålambsdal i Norra Strö och Önnestads socken.

### Allmänna källor
- Tvåkammarriksdagen 1867–1970 (Almqvist & Wiksell International 1986), band 3, s. 122